# جودی فاستر
آلیشیا کریستین «جودی» فاستر (انگلیسی: Alicia Christian "Jodie" Foster؛ زادهٔ ۱۹ نوامبر ۱۹۶۲) بازیگر و فیلم‌ساز آمریکایی است. او دریافت‌کنندهٔ افتخارات مختلفی از جمله دو جایزهٔ اسکار، سه جایزهٔ گلدن گلوب و جایزهٔ سیسیل بی. دمیل است. مجله پیپل در ۱۹۹۲ او را زیباترین زن جهان معرفی کرد. در ۲۰۱۶ ستاره‌ای با نام او در پیاده‌روی مشاهیر هالیوود نصب شد.
فاستر کار حرفه‌ای خود را به‌عنوان مدل کودک آغاز و بعدها به‌عنوان آیدل نوجوان در سیت‌کام تلویزیونی می‌بری آر. اف. دی (۱۹۶۸) به بازی پرداخت. نخستین حضور سینمایی او در ناپلئون و سامانتا (۱۹۷۲) بود و کار برجستهٔ خود را در راننده تاکسی (۱۹۷۶) گرفت که در آن نقش یک فاحشهٔ خردسال را ایفا می‌کند و برایش نامزد دریافت جایزهٔ اسکار بهترین بازیگر نقش مکمل زن شد. پس از فارغ‌تحصیلی در دانشگاه ییل، فاستر به نقش‌های بزرگسالانه روی آورد و برای بازی در نقش یک بازمانده از تجاوز جنسی در درام حقوقی متهم (۱۹۸۸) برندهٔ جایزهٔ اسکار بهترین بازیگر زن شد. او در سال ۱۹۹۱ دومین جایزهٔ اسکار خود را برای فیلم ترسناک روان‌شناختی سکوت بره‌ها دریافت کرد که در آن نقش مأمور اف‌بی‌آی کلاریس استارلینگ را به تصویر کشید. او در همان سال کارگردانی را با ساخت کوچک‌مردی به نام تیت تجربه کرد.
نقش‌آفرینی فاستر در درام نل (۱۹۹۴) برایش چهارمین نامزدی اسکار را به همراه داشت. دیگر فیلم‌های موفق او در دههٔ ۱۹۹۰ درام عاشقانهٔ سامرزبای (۱۹۹۳)، کمدی وسترن ماوریک (۱۹۹۴)، علمی تخیلی تماس (۱۹۹۷) و درام دورانی آنا و شاه (۱۹۹۹) بودند. او در دههٔ ۲۰۱۰ فیلم‌های سگ آبی (۲۰۱۱) و هیولای پول (۲۰۱۶) را کارگردانی کرد. فاستر سپس در در تریلر روان‌شناختی شجاع (۲۰۰۷)، کمدی سیاه کشتار (۲۰۱۱)، درام حقوقی موریتانی (۲۰۲۱) و درام ورزشی نایاد (۲۰۲۳) ایفای نقش کرد. او برای نایاد نامزد جایزهٔ اسکار شد. فاستر در سال ۲۰۲۴ نقش اصلی مجموعهٔ آنتولوژی کارآگاه حقیقی: سرزمین شب را بازی کرد و برندهٔ جایزه امی ساعات پربیننده برای بهترین بازیگر زن در مجموعه تلویزیونی کوتاه یا فیلم تلویزیونی شد.

## اوایل زندگی

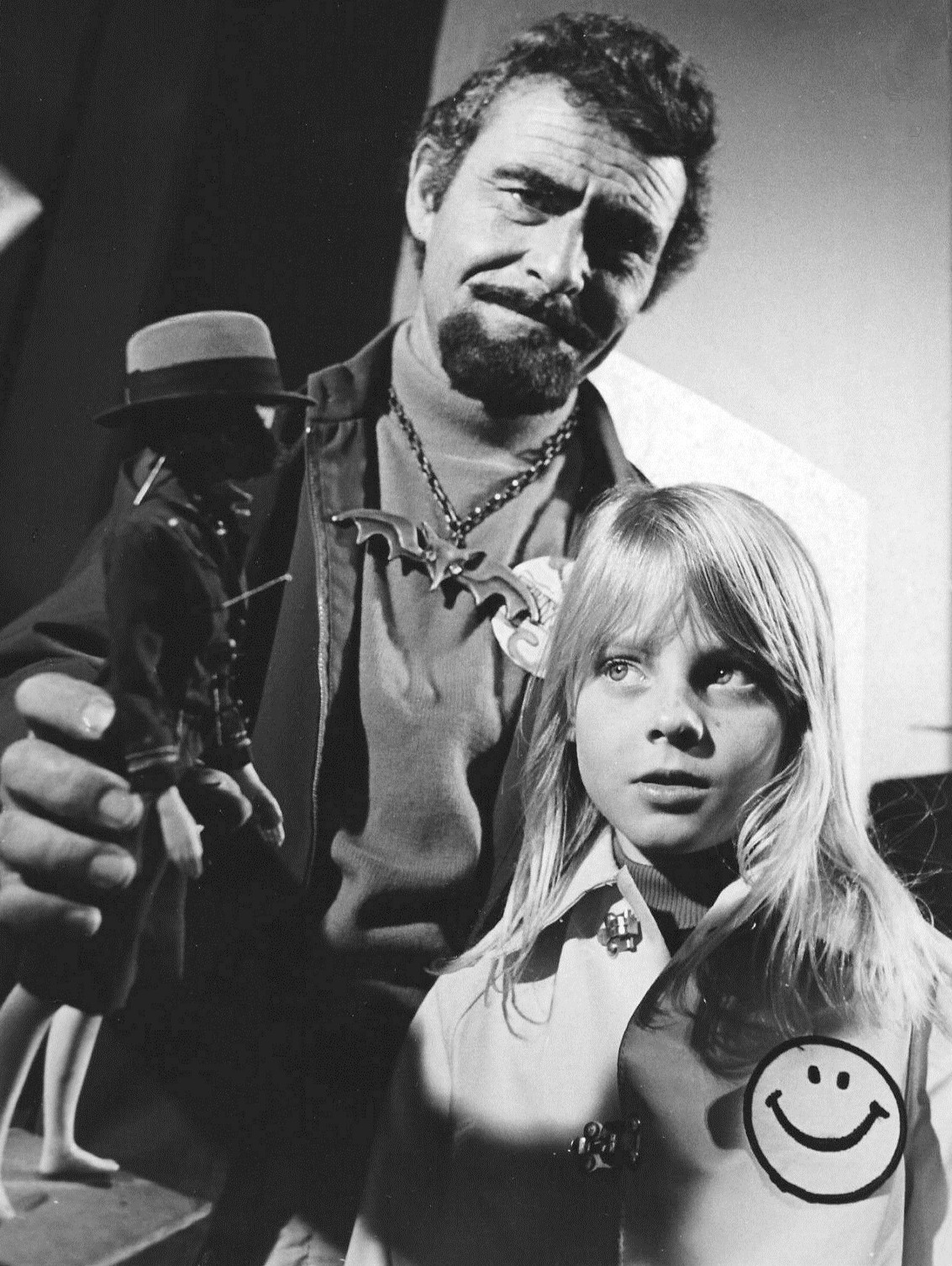
فاستر با راد سرلینگ در مجموعهٔ تلویزیونی آیرونساید در سال ۱۹۷۲

آلیشیا کریستین فاستر در ۱۹ نوامبر ۱۹۶۲ در لس آنجلس به دنیا آمد. او کوچک‌ترین فرزند اِولین الا «برندی» (۱۹۲۸–۲۰۱۹) و بازرگان ثروتمند لوسیوس فیشر فاستر سوم است.  او تبار انگلیسی، آلمانی و ایرلندی دارد. فاستر از طرف پدرش، او نوادگان جان آلدن است که در سال ۱۶۲۰ در می‌فلاور به آمریکای شمالی رسید.  والدینش قبل از به دنیا آمدن او از هم طلاق گرفتند و او رابطه‌ای با پدرش نداشت.  او سه خواهر و برادر بزرگتر دارد: لوسیندا (زادهٔ ۱۹۵۴)، کنستانس (زادهٔ ۱۹۵۵)، و لوسیوس با نام مستعار «بادی» (زادهٔ ۱۹۵۷)؛ و همچنین سه برادر ناتنی از از ازدواج قبلی پدرش.
مادرش پس از طلاق فرزندان را با شریک زندگی خود در لس آنجلس بزرگ کرد. او تا زمانی که بر روی مدیریت حرفهٔ بازیگری بادی و جودی تمرکز داشته‌باشد، یک روزنامه‌نگار بود که برای تهیه‌کننده فیلم آرتور پی. جیکوبس کار می‌کرد. اگرچه فاستر رسماً آلیشیا نام داشت، خواهران و برادرانش او را «جودی» صدا می‌کردند و این نام ماندگار شد.
فاستر کودکی نابغه بود که توانست خواندن را در سه سالگی یاد بگیرد. او در یک مدرسهٔ مقدماتی فرانسوی‌زبان به تحصیل پرداخت. تسلط به زبان فرانسه او را قادر به بازی در فیلم‌های فرانسوی کرده و همچنین نسخه‌های فرانسوی‌زبان اکثر فیلم‌های انگلیسی زبان خود را دوبله می‌کند. سپس در دانشگاه ییل در نیوهیون، کنتیکت تحصیل و در آن‌جا ادبیات آفریقایی-آمریکایی را مطالعه کرد. او پایان‌نامه‌اش را در مورد تونی موریسون تحت راهنمایی هنری لوئیس گیتس جونیور نوشت و در سال ۱۹۸۵ با بالاترین امتیاز فارغ‌التحصیل شد. او در سال ۱۹۹۳ برای سخنرانی در کلاس فارغ‌التحصیلی به ییل بازگشت و در سال ۱۹۹۷ مدرک دکترای افتخاری هنرهای زیبا را دریافت کرد. همچنین در سال ۲۰۱۸ جایزهٔ یک عمر دستاورد هنری از دانشگاه ییل به او اهدا شد.

## دوران کاری

### دوران کودکی و نوجوانی

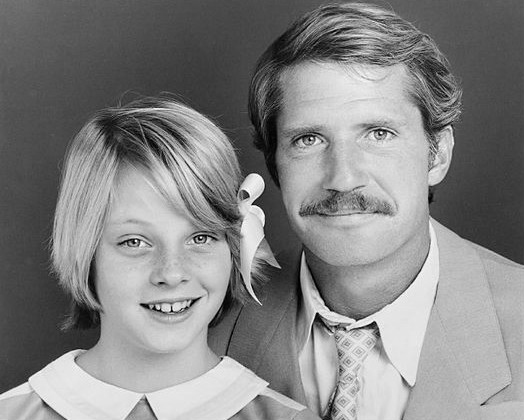
جودی فاستر و کریستوفر کانلی در ماه کاغذی

فاستر در بیش از ۵۰ فیلم حضور یافته‌است. در سال ۱۹۶۸ در سریال می‌بری آر دی اف حضور یافت، و یک سال بعد در سریال تفنگ دودی شرکت کرد. پس از آن در فیلم معاشقه با پدر ادی در نقش «جو کلی»، دوست «ادی» نقش‌آفرینی کرد.
در سال ۱۹۷۰ در فیلم تلویزیونیِ تهدید در کوهستان بازی کرد و پس از آن در فیلم‌های ناپلئون و سمانتا (۱۹۷۲)، یک سرخ‌پوست کوچک (۱۹۷۳)، جمعهٔ غریب (۱۹۷۶) و کندلشو (۱۹۷۷) ایفای نقش کرد. همچنین، او در سریالی به نام ماه کاغذی در کنار کریستوفر کانلی به ایفای نقش پرداخت.
جودی فاستر در چهارده سالگی مجری برنامهٔ یکشنبه شب زنده شد. او پس از درو باریمور، که در هفت سالگی مجری این برنامه بوده، جوان‌ترین مجری این برنامه به‌شمار می‌رود. وی به‌عنوان بازیگر نقش پرنسس لیا در فیلم جنگ ستارگان مطرح شد، اما این نقش را رد کرد زیرا قبلاً با دیزنی قرارداد داشت و در آن زمان روی دو فیلم کار می‌کرد.
او در سال ۱۹۷۶ (۱۴سالگی) در فیلم بسیار معروف راننده تاکسی در نقش «آیریش استینسما»، یک دختر فاحشه، در کنار رابرت دنیرو حضور یافت. کارگردانی این فیلم بر عهدهٔ مارتین اسکورسیزی بود که سرانجام فاستر با حضور در این فیلم، نامزد جایزه اسکار بهترین بازیگر نقش مکمل زن شد و دو جایزهٔ بَفتا به‌عنوان بهترین بازیگر نقش مکمل زن و بهترین بازیگر نوپا را به‌خاطر حضور در فیلم‌های راننده تاکسی و باگزی مالون ازآنِ خود کرد.

### ماجرای ترور رونالد ریگان

جودی فاستر در فیلم راننده تاکسی

جان هینکلی، یکی از طرفداران افراطیِ جودی، پس از دیدن فیلم راننده تاکسی، مجذوب جودی فاستر شد و پس از ورود فاستر به دانشگاه یِیل، برای او نامه می‌فرستاد و گاهی نیز برای او پیغام تلفنی می‌گذاشت. در ۳۰ مارس ۱۹۸۱ هینکلی سوءقصدی به جان رونالد ریگان، رئیس‌جمهور وقت ایالات متحدهٔ آمریکا کرد (در این حادثه، ریگان و سه نفر همراه او آسیب دیدند).
پس از این ترور، هینکلی انگیزهٔ این کار خود را تحت تأثیر قراردادن جودی فاستر اعلام کرد. در سال ۱۹۸۲، فاستر با حضور در دادگاه به این موضوع اشاره کرد که او هیچ رابطه‌ای با جان هینکلی ندارد و در همان هنگام، هینکلی یک مداد به سمت فاستر پرتاب کرد و با فریاد گفت: "من پیدایت می‌کنم فاستر!"
شخص دیگری با نام ادوارد ریچاردسون نیز فاستر را تا اطراف دانشگاه تعقیب کرد و قصد شلیک گلوله به سمت او را کرد، اما ناموفق بود. در سال ۱۹۹۱، فاستر از حضور در مصاحبه با برنامهٔ امروز در شبکهٔ ان‌بی‌سی صرف‌نظر کرد. همچنین، در سال ۱۹۹۹، او در مصاحبه‌ای با چارلی رز در برنامهٔ ۶۰ دقیقهٔ دوم درمورد این موضوع بحث کوتاهی کرد.

### دوران جوانی

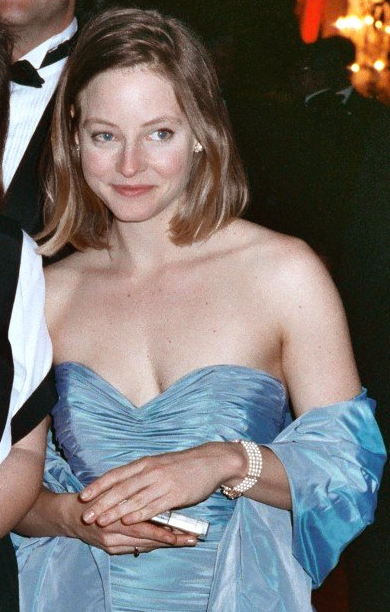
جودی فاستر در مراسم اسکار سال ۱۹۸۹

جودی فاستر، برخلاف دیگر ستارگان کودک، مانند شرلی تمپل و تاتوم اونیل، در سنین جوانی هم از شهرت بالایی برخوردار بود. بااینکه فیلم‌های راننده تاکسی، روباه‌ها، هتل نیوهمپشایر، پنج گوشه و سرقت از خانه ازنظر درآمدزایی ناموفق بودند، اما نقش فاستر در این فیلم‌ها، امتحانی برای بازی در فیلم متهم بود. او برای بازی در این فیلم، در نقش «سارا توبیاس»، زنی که مورد تجاوز جنسی قرار گرفته بود، برندهٔ جایزهٔ اسکار و گلدن گلوب به‌عنوان بهترین بازیگر نقش اول زن شد. دیگر نقش معروف او شخصیت کلاریس استارلینگ، یک مأمور اف‌بی‌آی بود. او در کنار آنتونی هاپکینز، که ایفاگر نقش هانیبال لکتر در فیلم سکوت بره‌ها، محصول سال ۱۹۹۱ بود، توانست دومین جایزهٔ اسکار خود را دریافت کند.
پس از این فیلم، او فیلمی به نام کوچک‌مردی به نام تیت را در همان سال کارگردانی کرد. این فیلم درمورد یک بچهٔ بسیار زیرک بود که نقش مادرِ آن کودک را خود جودی فاستر ایفا کرد. همچنین، او در سال ۱۹۹۵ فیلمی به نام خانه‌ای برای تعطیلات را کارگردانی کرد. این فیلم یک کمدی سیاه با بازی هالی هانتر و رابرت داونی جونیور بود. در سال ۱۹۹۲، فاستر یک شرکت ساخت فیلم با نام «اگ پیکچرز» را در لس آنجلس تأسیس کرد. این شرکت فیلم‌های مستقلی را تهیه می‌کرد که در سال ۲۰۰۱ بسته شد. در این‌خصوص، فاستر گفته بود که این شرکت قدرت تولید فیلم‌های سرگرم‌کننده را ندارد.

جودی فاستر در سال ۱۹۹۴ تهیه‌کنندگی فیلم نل را برعهده گرفت. این اولین حضور او به‌عنوان تهیه‌کننده بود. همچنین، خود او نیز در این فیلم نقش‌آفرینی کرد. داستان این فیلم درمورد یک زن جوان است که در یک محل بسته، به‌صورت قرنطینه نگهداری می‌شود که قصد بازگشت به انسانیت را دارد. جودی فاستر پس از این فیلم، حضورش به‌عنوان بازیگر و تهیه‌کننده را دشوار خواند. در سال ۱۹۹۳، او در فیلمی با نام سامرزبای با ریچارد گی‌یر بازی کرد. پس از این فیلم، ریچارد گی‌یر درمورد او گفت: 
او خیلی کلوزآپ بازی می‌کند، زیرا افکار او کاملاً پاک است.

در سال ۱۹۹۷، او با متیو مک‌کانهی در فیلم تماس ظاهر شد. این فیلم براساس رمانی از کارل ساگان بود. در این فیلم، فاستر ایفاگر نقش یک دانشمند بود که به‌دنبال یافتن حیات در خارج از زمین است. تماس، اولین فیلم داستانی ـ تخیلیِ جودی فاستر بود و همچنین اولین تجربهٔ او با بازی در محیط پرده آبی بود. در این‌خصوص او گفت:
دیوارهای آبی، سقف‌های آبی، فقط آبی بود. آبی آبی آبی؛ و من در یک سینی چرخان با دوربین می‌چرخیدم. این واقعاً برای من دشوار بود.
 در سال ۱۹۹۸، سیارک ۱۷۷۴۴ در آسمان به نام جودی فاستر نام‌گذاری شد.
در سال ۲۰۰۲، جودی فاستر در فیلم اتاق وحشت بازی کرد. این فیلم به کارگردانی دیوید فینچر در هفتهٔ اولِ اکران خود در آمریکا توانست ۳۰میلیون دلار فروش داشته‌باشد. این بزرگ‌ترین موفقیت تجاری سینماییِ فاستر بود. پس از این فیلم، او در فیلمی فرانسوی‌زبان با نام یک نامزدی بسیار طولانی را بازی کرد. در سراسر فیلم، او به‌صورت روان فرانسوی صحبت کرد. فیلم بعدی او نقشهٔ پرواز در سال ۲۰۰۵ به روی پرده‌های سینما رفت. او در این فیلم ایفاگر نقش یک مادر بود که در هواپیما فرزندش را گم می‌کند.
در سال ۲۰۰۶، او در فیلم مرد نفوذی بازی کرد؛ یک فیلم مهیج به کارگردانی اسپایک لی و با بازی دنزل واشینگتن و کلایو اوون، که این فیلم پرفروش‌ترین فیلم آن سال شد. در سال ۲۰۰۷، او در فیلمی به نام شجاع به کارگردانی نیل جوردن و با بازی ترنس هاوارد حضور یافت. با بازی در این فیلم، او برای ششمین بار نامزد جایزه گلدن گلوب شد.

### کارهای کنونی

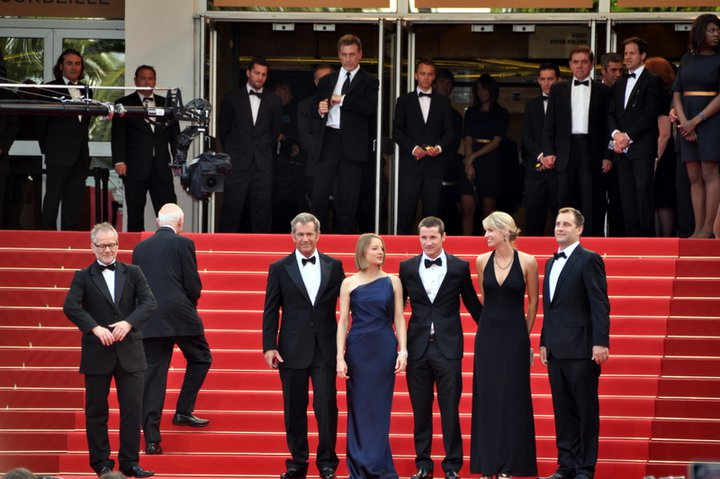
جودی فاستر در کنار مل گیبسون در جشنوارهٔ فیلم کن در سال ۲۰۱۱

جودی فاستر به‌همراه مت دیمون در فیلمی باعنوان ایلیسیم به کارگردانی نیل بلومکمپ بازی کرد، این فیلم در ژانر علمی ـ تخیلی است.
فاستر قصد ساخت فیلمی به نام فلورا پلوم با بازی مریل استریپ و ایوان مک گرگور داشت که به گفتهٔ خودش درنهایت از ساخت آن منصرف شد.
در فوریه ۲۰۱۱ مجری سی و ششمین دوره جشنواره سزار فرانسه بود و یک ماه بعد از آن فیلم سگ آبی به کارگردانی را عرضه کرد. مل گیبسون، آنتون یلچین، جنیفر لارنس و خود جودی فاستر از بازیگران آن هستند. همچنین در همان سال در فیلم کشتار ساخته رومن پولانسکی بازی کرد، از دیگر بازیگران آن فیلم می‌توان به جان سی ریلی، کیت وینسلت و کریستوف والتز اشاره کرد. کشتار در شصت و هشتمین دوره جشنواره ونیز در سپتامبر ۲۰۱۱ به روی پرده رفت و نظر مثبت منتقدان را جلب کرد. جودی فاستر برای بازی در این فیلم نامزد گلدن گلوب بهترین بازیگر زن شد.

## زندگی شخصی
به‌گفتهٔ فاستر، او تنها سه بار به ملاقات پدر خود رفته‌است و این ملاقات‌ها بسیار خشک بوده‌است. جودی دو خواهر بزرگ‌تر از خود با نام‌های لوسیندا «سیندی» فاستر (متولد ۱۹۵۴) و کانستیس «کانی» فاستر (متولد ۱۹۵۵) و یک برادر بزرگ‌تر از خودش به نام لوسیوس «بادی» فاستر (متولد ۱۹۵۷) دارد. همچنین، پدر جودی فاستر در سال ۲۰۱۱، با سوءاستفاده از نام دخترش، بیش از ۱۰۰هزار دلار به بهانهٔ کمک برای ساخت خانه برای چندین بی‌خانمان اختلاس کرده بود. وی در ۸۹ سالگی با رأی دادگاهِ نهایی به ۵ سال زندان محکوم شد.
خواهرش، کانی، در بعضی از برنامه‌های تلویزیونی حضور داشته است. فاستر و برادرش برای چندین سال از یکدیگر دور هستند. در سال ۱۹۹۷، برادرش یک کتاب با نام فرزند فاستر نوشت. او در این کتاب درمورد جودی نوشت: «من همواره می‌پنداشتم که جودی یک همجنسگرا یا دوجنسگرا بود.» او مدعی شده که تغییر نام آلیشیا به جودی حالتی رمزدار دارد؛ زیرا به‌گفته او، جودی Jo_D نامی سرّی بود که مادر وی، که یک هم‌جنسگراست، برای معشوقهٔ خود، جوزفین دومینگز گذاشته بود. نظر فاستر درمورد این گفته این بود که این گفته‌ها فقط برای شکستن قلب مادر او بوده‌است.
گرایش جنسی فاستر تبدیل به بحث عمومی در سال ۱۹۹۱ شد، زمانیکه فعالان معترض به ادعای همجنس‌گراهراسی در فیلم سکوت بره‌ها (۱۹۹۱) اعلام کردند که او لزبین بودن خود را در نشریاتی چون اوت ویک و ویلج ویس پنهان کرده‌است. در سال ۲۰۱۳ او در سخنرانیش پس از دریافت جایزه سیسیل بی دمیل در هفتادمین مراسم گلدن گلوب، آشکارسازی کرد و در ادامه منجر به این شد که بسیاری از رسانه‌های خبری او را به عنوان لزبین یا گی توصیف کنند، اگرچه بعضی از رسانه‌ها به این نکته که او از کلمات «گی» و «لزبین» در سخنرانیش استفاده نکرده‌است.
جودی فاستر دو پسر دارد با نام‌های چارلز فاستر (متولد ۲۰ ژوئیهٔ ۱۹۹۸) و کریستوفر کیت فاستر (متولد ۲۹ سپتامبر ۲۰۰۱)؛ اما هویت پدر فرزندان او نامشخص است. فاستر در سال ۲۰۱۴ با دوست‌دختر خود، الکساندرا هدیسون ازدواج کرد. رابطهٔ آن‌ها از مهٔ ۲۰۱۳ آغاز شده بود.

ازنظر عقیده، فاستر یک بی‌خدا است و به دین یا آیین خاصی باور ندارد؛ اما به‌گفتهٔ خودش به عقاید و دین دیگران احترام می‌گذارد. او همچنین از خشونت بی‌جا در فیلم‌ها بیزار است، به‌طوری‌که از فیلم شهر گناه نیز انتقاد کرد و گفت: 
این فیلم آنقدر کارتونی و دردآور بود که خیلی عذابم داد. من نمی‌دانم شما چطور می‌توانید از آزار و اذیت و کودک‌ربایی سرگرم شوید یا بخندید. کجای این موضوع بامزه است؟ من از این قضیه نمی‌توانم رد شوم. نمی‌دانم کسی می‌داند که تأثیر این پیام چیست؟
مل گیبسون و مارتین اسکورسیزی از نزدیک‌ترین دوستان جودی فاستر هستند. مایلی سایرس، خواننده و بازیگر سینما نیز در یک مصاحبه اعلام کرده بود که جودی فاستر مانند یک استاد برای او بوده‌است.
او به ورزش علاقهٔ خاصی دارد و یوگا و کیک‌بوکسینگ ورزش روزانهٔ اوست.

## جوایز
| سال  | گروه                            | جایزه                                                 | برنده؟           | فیلم                                    |
| ---- | ------------------------------- | ----------------------------------------------------- | ---------------- | --------------------------------------- |
| ۱۹۷۶ | جایزه بفتا                      | بهترین بازیگر نقش مکمل زن و بهترین تازه‌وارد           | بله              | باگسی مالون                             |
| ۱۹۷۷ | جایزه گلدن گلوب                 | بهترین بازیگر زن سینما - موزیکال/کمدی                 | خیر              | جمعه غریب                               |
| ۱۹۷۷ | جایزه اسکار                     | بهترین نقش مکمل زن                                    | خیر              | راننده تاکسی                            |
| ۱۹۷۷ | جایزه بفتا                      | بهترین بازیگر نقش مکمل زن                             | بله              | راننده تاکسی                            |
| ۱۹۷۸ | جایزه ساترن                     | بهترین بازیگر زن                                      | بله              | دختر بچه‌ای که پایین کوچه زندگی می‌کند    |
| ۱۹۸۸ | جایزه گلدن گلوب                 | بهترین کارایی یک بازیگر زن در سینما - دراما           | بله              | متهم                                    |
| ۱۹۸۸ | جایزه اسکار                     | جایزه اسکار بهترین بازیگر نقش اول زن                  | بله              | متهم                                    |
| ۱۹۹۱ | جایزه حلقه منتقدان فیلم نیویورک | بهترین بازیگر نقش اول زن                              | بله              | سکوت بره‌ها                              |
| ۱۹۹۱ | جایزه اسکار                     | جایزه اسکار بهترین بازیگر نقش اول زن                  | بله              | سکوت بره‌ها                              |
| ۱۹۹۱ | بفتا                            | بازیگر نقش اول زن                                     | بله              | سکوت بره‌ها                              |
| ۱۹۹۱ | جایزه گلدن گلوب                 | بهترین کارایی یک بازیگر زن در سینما - دراما           | بله              | سکوت بره‌ها                              |
| ۱۹۹۲ | جایزه ساترن                     | بهترین بازیگر زن                                      | خیر              | سکوت بره‌ها                              |
| ۱۹۹۵ | انجمن بازیگران نمایشی           | بهترین بازیگر زن سینما                                | بله              | نل                                      |
| ۱۹۹۵ | جایزه اسکار                     | جایزه اسکار بهترین بازیگر نقش اول زن                  | خیر              | نل                                      |
| ۱۹۹۷ | جایزه گلدن کلوب                 | بهترین کارایی یک بازیگر زن در سینما - دراما           | خیر              | تماس                                    |
| ۱۹۹۸ | جایزه ساترن                     | بهترین بازیگر زن                                      | بله              | تماس                                    |
| ۲۰۰۳ | جایزه ساترن                     | بهترین بازیگر زن                                      | خیر              | اتاق وحشت                               |
| ۲۰۰۶ | جایزه ساترن                     | بهترین بازیگر زن                                      | خیر              | نقشه پرواز                              |
| ۲۰۰۸ | شصت و پنجمین جوایز گلدن گلوب    | بهترین کارایی یک بازیگر زن در سینما - دراما           | خیر              | شجاع                                    |
| ۲۰۰۸ | سی و چهارمین جوایز انتخاب مردم  | ستاره اکشن زن مورد علاقه                              | خیر              |                                         |
| ۲۰۱۲ | شصت و نهمین جوایز گلدن گلوب     | جایزه گلدن گلوب بهترین بازیگر زن فیلم موزیکال یا کمدی | خیر              | کشتار                                   |
| ۲۰۱۲ | شصت و نهمین جوایز گلدن گلوب     | جایزه گلدن گلوب سیسیل بی دمیل                         | بله              | جایزه افتخاری به پاس یک عمر فعالیت هنری |
| ۲۰۲۳ | نود و ششمین جوایز اسکار         | جایزه اسکار بهترین بازیگر نقش مکمل زن                 | درحال برگزاری... | نایاد                                   |